# Vitvingad solfjäderstjärt
För fågelarten Rhipidura brownei, se brun solfjäderstjärt.
Vitvingad solfjäderstjärt (Rhipidura cockerelli) är en fågel i familjen solfjäderstjärtar inom ordningen tättingar.

## Utseende och läte
Vitvingad solfjäderstjärt är en slank fågel med lång stjärt som den ofta håller utbredd. Undersidan är vit och ovansidan mörk, med mörkt vitfläckat bröst och vit strupe. På vingen syns varierande mängd vitt. Den liknar artparet guadalcanalsolfjäderstjärt och bougainvillesolfjäderstjärt, men är mörkare ovan och kraftigare tecknad på bröstet, men saknar vitt streckning på det svarta huvudet. Från salomonsolfjäderstjärt skiljer den sig genom avsaknad av rostrött i stjärten och på bröstmönstret. Ländet består av en gnisslig stigande och fallande serie med melodiska toner och mer tjirpande ljud.

## Utbredning och systematik
Fågeln förekommer i Salomonöarna och delas in i sex underarter med följande utbredning:
- cockerelli-gruppen
  - Rhipidura cockerelli cockerelli – Guadalcanal
  - Rhipidura cockerelli septentrionalis – Buka, Bougainville och Shortland
  - Rhipidura cockerelli interposita – Choiseul och Santa Isabel
  - Rhipidura cockerelli floridana – Floridaöarna och Tulagi
- Rhipidura cockerelli lavellae – Vella Lavella och Ranongga
- Rhipidura cockerelli albina – Kolombangara och Rendova

Tidigare behandlades vithakad solfjäderstjärt (Rhipidura coultasi) som en underart, men den urskiljs sedan 2016 som egen art av Birdlife International och naturvårdsunionen IUCN, sedan 2023 även av eBird/Clements och International Ornithological Congress (IOC).

## Status och hot
Arten har ett stort utbredningsområde, men tros minska i antal, dock inte tillräckligt kraftigt för att den ska betraktas som hotad. Internationella naturvårdsunionen IUCN listar arten som livskraftig (LC).